# فاسكو دا غاما
فاسكو دا غاما (بالبرتغالية: Vasco da Gama) (وُلِدَ في 1469م في البرتغال وتُوفِيَّ في 24 ديسمبر 1524م في كاليكوت بالهند) يعدّ من أنجح مستكشفي البرتغال في عصر الاستكشاف الأوروبي وهو أول من سافر من أوروبا إلى الهند بحراً.
كُلّف من قبل ملك البرتغال مانويل الأول بإيجاد الأرض المسيحية في شرق آسيا وبفتح أسواقها التجارية للبرتغاليين، قام دا غاما بمتابعة استكشاف الطرق البحرية التي وجدها سلفه بارثولوميو دياز عام 1487م والتي تدور حول قارة أفريقيا عبر رأس الرجاء الصالح وذلك في أوج عهد الاستكشافات البرتغالية التي كان هنري الملاح قد بدأها.
وعلى الرغم من أن دا غاما نجح في إيجاد طريق للسفر بين أوروبا والهند بديل عن طريق الحرير الذي كان تحت سيطرة المسلمين في الشرق الأوسط وآسيا، إلا أنه لم ينجح بحمل أي بضائع ذات أهمية للسكان، فقد كان والده استيفاو دا غاما، وهو حاكم ساينز في البرتغال، من عائلة الأمير فرناندو سيد فرسان سانتياغو. أما والدته فكانت من أصل إنجليزي ولها صلة قرابة بعائلة دايوغو، دوق فيسيو وابن إدوارد الأول ملك البرتغال وحاكم مديرية المسيح الحربية. يقال بأنه في عام 1488م دخل فاسكو مع إخوته إلى مديرية سانتياغو. ولكن في عام 1507م انتقل فاسكو إلى مديرية المسيح الحربية تحت قيادة الملك مانويل الأول ملك البرتغال.
بدأت حياة فاسكو دا غاما المهنية عندما تم اختيار والده لقيادة حملة لفتح طرق بحرية إلى آسيا لتجنب المسلمين الذين كانوا يسيطرون على التجارة مع الهند ودول الشرق الأخرى، ولكن والده توفي في يوليو من عام 1497م قبل القيام بالرحلة. ثم طُلب من باولو دا غاما، وهو شقيق فاسكو، أن يتولى المهمة لكنه رفض، فطُلب من فاسكو تولي القيادة فوافق.

## الاستكشافات قبل دا غاما
كان طريق رأس الرجاء الصالح معروفا للمسلمين قبل دا جاما، ولكنهم لم يكونوا بحاجة للمرور منه حيث كانت دولهم تطل على البحر المتوسط والبحر الأحمر ويسيطرون على طرق التجارة العالمية بفضل موقعهم الجغرافي المميز دون الحاجة إلى الالتفاف من طريق رأس الرجاء الصالح
منذ بدايات القرن الخامس عشر كانت رحلات هنري الملاح ومن سار على خطاه من المستكشفين قد ساهمت في توسّع اطّلاع ومعرفة البرتغاليين بخط الساحل الإفريقي، ومع أوائل عقد 1460، كان هدف البرتغاليين الالتفاف حول القارة الإفريقية من أقصى الجنوب، وذلك للسيطرة على بلاد إفريقيا المسلمة كجزء لا يتجزأ من الحرب الصليبية على بلاد المسلمين، وهذا يتضح مما قاله فاسكو دا جاما بعدما وصل إلى أطراف شرق إفريقيا وتحديداً موزمبيق حيث قال " الآن طوقنا المسلمين ولم يبق إلا أن نشد الخيط"، مع أن هدفهم الذي أصبحوا فيما بعد يزعمونه هو تأمين طريق تجاري سهل إلى ثروات الهند (خصوصًا الفلفل الأسود والبهارات الأخرى) عن طريق البحر.
كانت هذه المحاولات قد بدأت تؤتي ثمارها عندما كان عمر دا جاما 10 سنوات. فقد كان بارثولوميو دياز قد عاد من رحلته التي بلغ فيها رأس الرجاء الصالح وتعمق حتى وصل نهر السمك (Rio do Infante) في ما يعرف اليوم بجنوب أفريقيا، وتحقق من أن الشاطيء يبدأ بالالتفاف إلى الشمال الشرقي.
كانت الاستكشافات التي تجري في نفس الوقت في عهد الملك جواو الثاني قد دعّمت الفرضية القائلة بإمكانية الوصول إلى الهند بحرًا عن طريق المحيط الأطلسي، فقد أرسل هذا الملك كلاً من السياسيين والرحالتين بيرو دا كوفيلها وأفونسو دي بايفا عن طريق برشلونة مرورًا بنابولي ثم جزيرة رودس فالإسكندرية ومن هنالك إلى عدن فمضيق هرمز وصولاً إلى الهند، وقد أكدت هذه الرحلة إمكانية الوصول إلى الهند عن طريق المحيط.
بعد التأكد من إمكانية الوصول إلى الهند بحرًا، بقي على أحد المستكشفين أن يقوم بالإبحار إلى الهند عن طريق المحيط الأطلسي للحصول على طريق تجاري واعد بالأرباح في المحيط الهندي، وُكّلت هذه المهمة والتي كانت قد أعطيت في البداية إلى والد دا جاما - إلى فاسكو نفسه من قبل مانويل الأول. وقد كان فاسكو قد نال صيتاً لتأمينه الحماية للمحطات التجارية البرتغالية على طول الساحل الإفريقي الذهبي من فرنسا

## رحلات دا جاما

### الرحلة الأولى

الطريق الذي سلكه فاسكو داجاما خلال رحلته الأولى (1497 - 1499)

في 8 يوليو من عام 1497 م خرج أسطول من أربع سفن من لشبونة على النحو التالي:
- سفينة بقيادة ڤاسكو دي ڠاما بوزن 178 طنًا وطول 27 م وعرض 8.5 م وأشرعة بمساحة 372 م2 وعمق تحت البحر 2.3 م وطاقم من 118 ملاحًا. تحمل كل سفينة عشرين مدفعاً.[4] انطلقت الرحلة من لشبونة ورايات الصلبان تخفق على صواريها برغبة من بابا الكنيسة الكاثوليكية إسكندر السادس الذي باركها.[4]
- سفينة بقيادة شقيقه باولو إلى هذا البعد. ومع كون عيد الميلاد قريبًا سُمي هذا الشاطيء الذي كانوا يعبرون بجانبه باسم ناتال، والتي تعني عيد الميلاد بالبرتغالية، وما زال يحتفظ بهذا الاسم إلى الوقت الحاضر.

#### الموزمبيق
مع دخول السنة الجديدة وصل الأسطول إلى ما يعرف اليوم بالموزمبيق على الشاطيء الشرقي لإفريقيا، والتي كانت جزءاً من الشبكة التجارية في المحيط الهندي.
هنا قال دو ڠاما :" الآن طوقنا المسلمين ولم يبق إلا أن نشد الخيط"
ولخوفه من أن يتخذ السكان المحليون موقفاً عدائياً منهم لأنهم مسيحيون، تصنّع دا ڠاما الإسلام وتمكن من أن يقابل سلطان البلاد. لم يجد دو ڠاما ما يليق بتقديمه كهديةٍ للسلطان مما كان يحمل من موادٍ الأمر الذي أدى بالسكان المحليين أن يشكوا بأمرهم فهاجموهم غاضبين، فاضطر دو غاما ورجاله أن يغادروا البلاد فأبحر مبتعداً قاصفاً المدينة بالمدافع انتقاماً منهم.
وقد هدم دو جاما قرابة 300 مسجد في إحدى حملاته الصليبية على شرق أفريقيا المسلم وبالتحديد في مدينة كيلوا بمجرد دخوله هذه المدينة!! ولا ينسى التاريخ ما فعله من إغراق سفينة للحجاج في خليج عمان، كان على ظهرها ما يقارب مئة حاج!! بالإضافة إلى ما ذكره المؤرخون من إحراقه لمجموعة من المراكب التي تحمل الأرز قادمةً من الهند، وكان أصحابها من المسلمين!!

#### مومباسا
لجأت الحملة إلى القرصنة عندما كانت على مقربةٍ مما يعرف اليوم بكينيا، فقامت بنهب سفن التجارة العربية، خاصة منها غير المسلحة ودون مدفعية ثقيلة. وبوصولهم إلى هذه النقطة، أصبح البرتغاليون أول من زار ميناء مومباسا من الأوروبيين ولكنهم قوبلوا بالسخط وما لبثوا أن غادروها.

#### ماليندي
بعد ذلك تابع دو غاما رحلته شمالاً باتجاه ماليندي التي كان قادتها على خلافٍ مع قادة مومباسا، وهنالك لاحظت الحملة وجود التجار الهندوس لأول مرة. شاع خطاً أن الحملة عندها تعاقدت مع المستكشف والبحار العربي المسلم أحمد بن ماجد لقيادتها إلى الهند ولكن الصحيح أن الربان الماهر الذي أرسله حاكم مالندي واستطاع بخبرته في الرياح الموسمية أن يصل بالحملة إلى كاليكوت (ما يعرف اليوم بكوزيكود) في جنوب غرب الهند لم يك ابن ماجد.

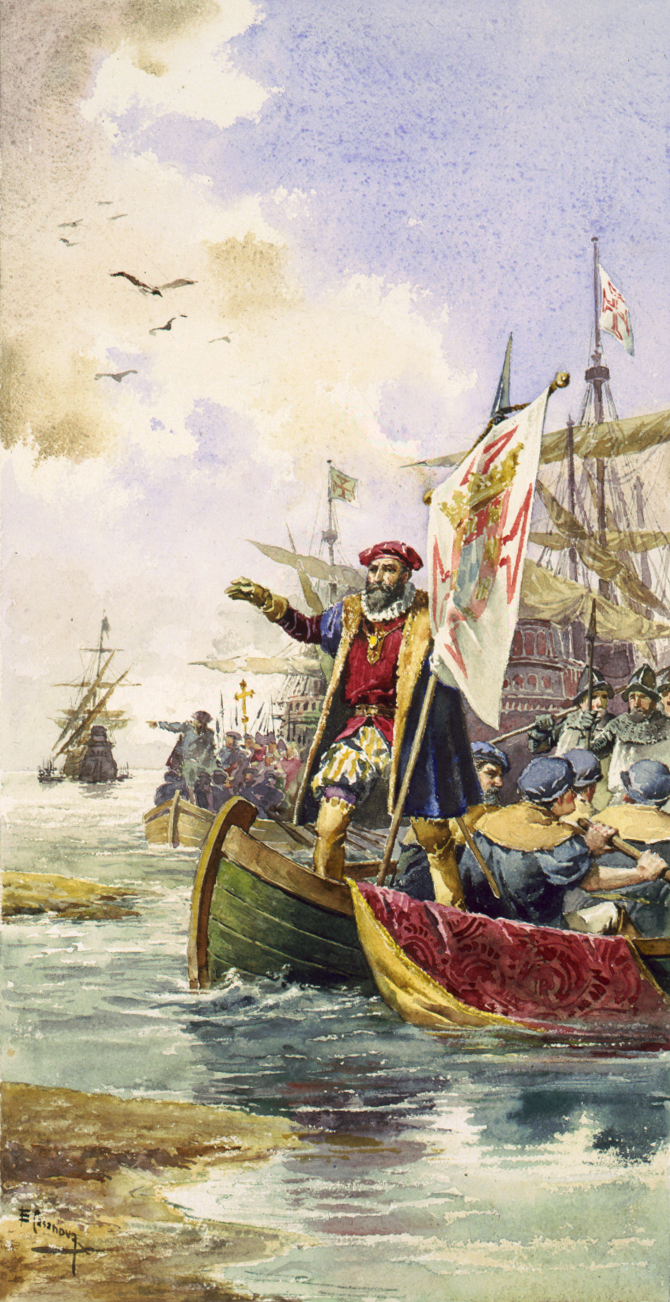
ڤاسكو دو ڠاما يصل إلى قليقوت في الهند في 20 مايو 1498 م

#### الهند
وصلت الحملة إلى الهند في 20 مايو من عام 1498 م. تلا ذلك بعض المفاوضات مع الحاكم المحلي ساموثيري راجا والتي كانت عنيفة في بعض الأحيان نتيجة معارضة التجار العرب. استطاع دا غاما في النهاية أن يحصل على وثيقة مريبة تعطيهم حق التجارة في البلاد، ولكنه اضطر أن يترك جميع بضائعه كضمانة. وترك دا غاما مع البضائع بعضًا من رجاله وأمرهم أن يبدأو تجارتهم.

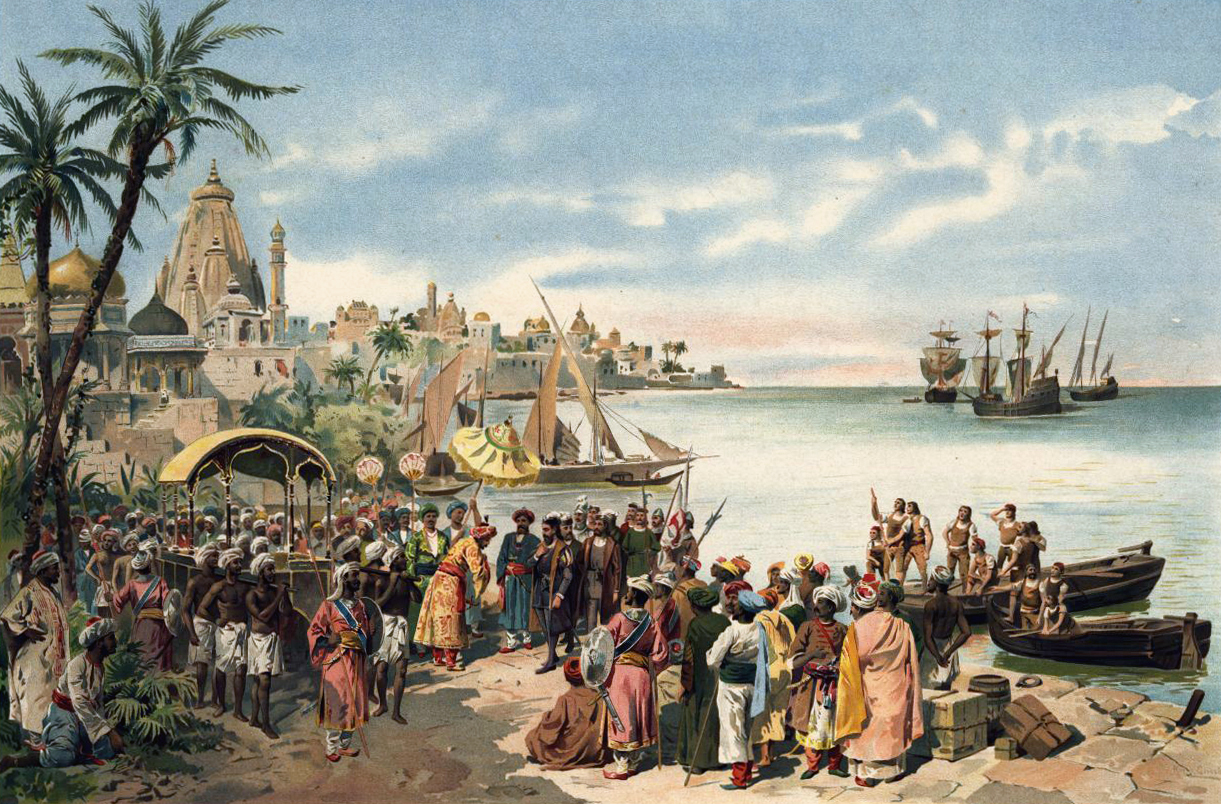
لحظة وصول فاسكو دا غاما إلى قليقوت

#### العودة
تُوفي باولو دو غاما أثناء رحلة العودة في جزر الأزور. وعندما وصل دو غاما إلى البرتغال، وكان ذلك في سبتمبر 1499 كوفئ بجزالةٍ لإنجاحه خطةً دامت ثماني سنواتٍ في طور التحضير. وقُلّد لقب أدميرال المحيط الهندي، ومنح حقوقًا إقطاعية في ساينز. وأعطي أيضًا لقب دوم (أو كونت) من قبل مانويل الأول الذي عيّن له مرتّبا مقداره 300,000 ريال سنويًا له ولذريته من بعده.
كان من نتائج رحلة دي غاما أن أدرك البرتغاليون أهمية الشاطئ الشرقي من إفريقيا لمصالحهم. فقد كانت الموانئ في هذه المنطقة توفر لهم الماء والزاد، بالإضافة إلى الخشب والمرافئ للقيام بعمليات إصلاح السفن، كما أنها توفر لهم المأوى إلى حين انقضاء الفصول الصعبة من السنة. وكان من نتائجها أيضًا أن أصبحت سلعة البهارات من العناصر الأساسية في اقتصاد البرتغال.

### الرحلة الثانية
في مطلع القرن السادس عشر، كان بيدرو ألفاريز كابرال قد أرْسل إلى الهند، حيث اكتشف البرازيل في طريقه، فوجد أن التجّار الذين تركهم دا غاما قد قتلوا، وقوبل هو بمقاومة أشد دفعته لقصف كاليكوت. جلب بيدرو معه الحرير والذهب إلى البرتغال ليثبت أنه كان في الهند أيضًا. بعد ذلك بعامين، عاد دا غاما إلى الإبحار مرة ثانية، في 12 فبراير 1502 م، ولكن هذه المرة في أسطول عداده عشرون سفينة حربية لمحاولة تدعيم المصالح البرتغالية.
في طريقه، انتظر دا غاما سفينة كانت عائدة بالحجاج من مكة وقام بسلب جميع بضائعها ثم قام بحشر جميع الركاب والبالغ عددهم 380 في السفينة وأضرم بها النار. استغرقت السفينة أربعة أيام لتغرق في البحر مما أدى إلى مقتل جميع من فيها من رجال ونساء وأطفال.
قام دا غاما بعد ذلك بالاعتدء وجمع الأتاوة من ميناء كيلوا في شرق إفريقيا، وهو أحد الموانيء اللاتي استعصين أمام مخططات البرتغاليين، والذي كان وقتها أحد الولايات الإسلامية الغنية. كما عمل دا غاما على قرصنة سفن التجارة العربية، ثم حطّم أسطول من كاليكوت عداده تسع وعشرون سفينة محتلاً بذلك المدينة. طلب دا غاما من حاكم المدينة أن يُقصي جميع المسلمين من البلاد. وفي محاولة منه لإرهابهم، قام دا غاما بشنق 38 صيادًا، ثم قطّع رؤوسهم وأيديهم وأرجلهم، ثم رمى بالجثث والأشلاء لتطفوا بالقرب من الشاطيء. عرضت المدينة على دا غاما تسهيلات تجارية كبيرة مقابل السلام والصلح، وقام هو بعمليات نهب ضخمة الأمر الذي رفع من مكانته لدى حاكم البرتغال.
عند عودته، قُلّد دا غاما لقب كونت فاديغويرا وأقطعت له الأراضي فيها وفي فيلا دوس فرادس وأعطي السلطة القضائية فيهما.

### الرحلة الثالثة
أرسل دا غاما مرة ثالثة إلى الهند في عام 1524 م، بعد أن اكتسب شهرةً بكونه قادرًا على حل المشاكل التي تعترضهم هناك. وكان الهدف من إرساله هذه المرة هو استبدال إدواردو دي مينيزس، الذي لم يتمتع بالكفاءة المطلوبة، ليقوم على أملاك البرتغال هناك ولكنه مات بعد وصوله إلى كاليكوت بفترة قصيرة.
دفن جثمان دا غاما في البداية في كنيسة القديس فرانسيس في مدينة كوتشي الهندية. ثم جمعت بقاياه فيما بعد وأرسلت إلى البرتغال في عام 1539 م حيث دُفنت في فاديغويرا في قبر كبير.

## آثاره

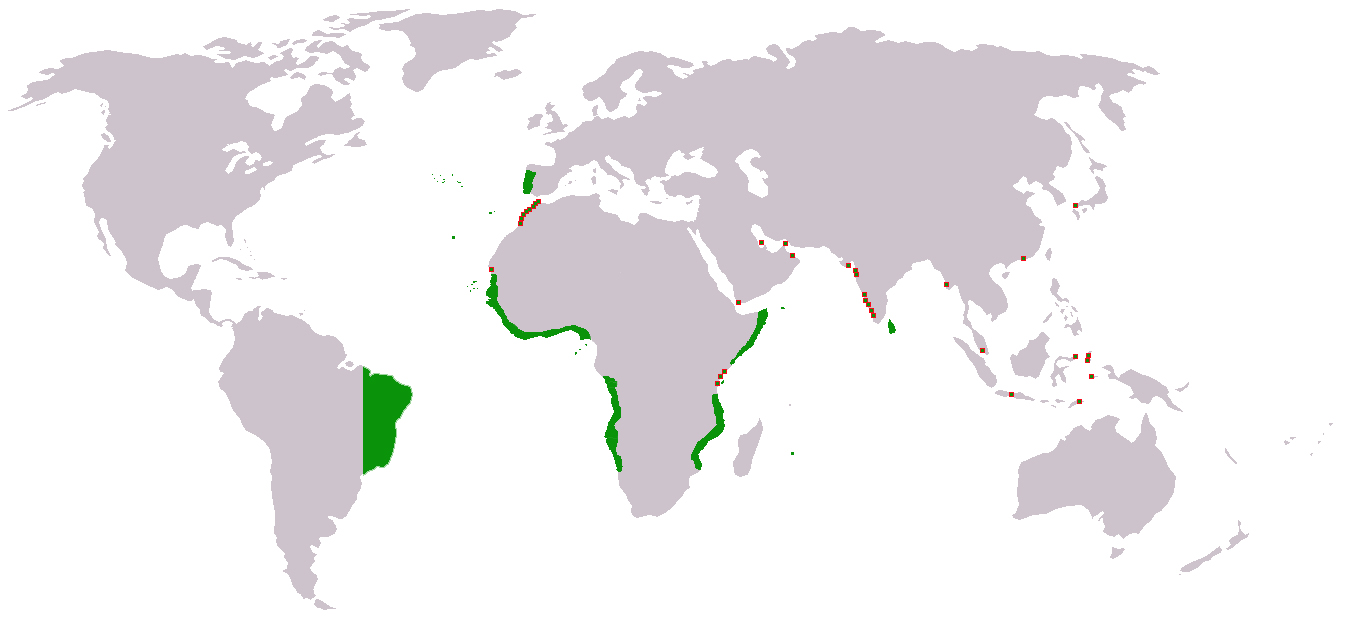
الإمبراطورية البرتغالية في عهد جون الثالث من البرتغال ما بين 1502 - 1557 م

أنجبت زوجة دا غاما، واسمها كاترينا دا أتايد، له ستة أبناء وبنت واحدة وهم: فرانسيسكو دا غاما، وكوندي دا فيديجويرا، وإستفاو دا غاما، وباولوا دا غاما، وكريستوفر دا غاما، وبيدرو دا سيلفيا دا غاما، وألفارو دا أتايدا، وإيزابل دا أتايدا دا غاما.
كان لدا غاما الفضل الأكبر، بعد هنري الملاح، في صعود البرتغال كقوة استعمارية. فإلى جانب رحلته الاستكشافية الأولى، فإن مهارة دا غاما السياسية والحربية في الجانب الآخر من العالم هي التي وضعت البرتغال في مركز متقدم في منطقة المحيط الهندي التجارية. ولذلك فقد كانت رحلات دا غاما موضوعًا أساسيًا في الملحمة الوطنية في البرتغال، لا لويسيداس التي كتبها لويس فاز دا كأمويس.
أدرك حكام البرتغال بعد الرحالات الأولى لدا غاما أهمية توفير مراكز محمية على الشاطئ الشرقي لإفريقيا لتأمين تجارتهم مع الشرق الأقصى.
أُطلق اسم فاسكو دا غاما على مدينة فاسكوا دا غاما وهي ميناء بحري في ولاية غوا الهندية. كما أطلق اسمه على فوهة قمرية وعلى عدة أندية كرة قدم برازيلية ونادٍ رياضٍ في ولاية جوا الهندية.
جاء ترتيب دا غاما في المركز السادس والثمانين في قائمة أكثر الشخصيات تأثيرًا في التاريخ والتي أعدها مايكل هارت.
حدث هنالك بعض الاختلاف في عام 1998 م بسبب تردد الهند في الاحتفال بذكرى مرور خمسة قرون على وصول دا غاما إلى الهند معللين ذلك بأن هذا الحدث كان ذا تأثير سلبي كبير في تاريخهم.

## الهوامش
1. ↑  Diffie, Bailey W. and George D. Winius, Foundations of the Portuguese Empire, 1415–1580, p.176
2. ↑  {{مرجع
 كتاب|first=Cliff|last=Nigel|title=Holy War: How Vasco da Gama's Epic Voyages Turned the Tide in a Centuries-Old Clash of Civilizations|publisher=Harper| date=September 2011}}[بحاجة لرقم الصفحة].
3. ↑  Shipwreck Discovered from Explorer Vasco da Gama's Fleet نسخة محفوظة 29 يناير 2018 على موقع واي باك مشين.
4. 1 2  السعدون (2012). ص 108

## وصلات خارجية
- فاسكو دا غاما على موقع الموسوعة البريطانية (الإنجليزية)
- فاسكو دا غاما على موقع إن إن دي بي (الإنجليزية)